# 蘇辛
49°22′47″N 25°43′58″E / 49.37972°N 25.73278°E
蘇辛（羅馬化：Sushchyn）是烏克蘭的村落，位於該國西部捷爾諾波爾州，由捷尔诺波尔区負責管轄，始建於1564年，面積2.05平方公里，2024年人口400人，人口密度每平方公里251.2人。